# Manoir de Courbesserre
Le manoir de Courbesserre est un manoir situé en France sur la commune de Carlat, en région Auvergne-Rhône-Alpes.

## Historique
Le château, érigé au XVIIe siècle, combine des éléments d'architecture classique et des traditions médiévales, tout en utilisant des matériaux locaux,.

### Protection
Le manoir est inscrit au titre des monuments historiques par arrêté du 11 juin 1990.

## Description
Le château combine des aménagements de confort, tels qu'un lavabo et des latrines, avec des éléments défensifs symboliques, comme des meurtrières et des échauguettes.